# Polske IV Liga
IV Liga (polsk: Czwarta Liga) er den femte bedste polske fodboldliga for herrer. Ligaen består af 368 hold fra Polen. 
Holdene er inddelt i 21 divisioner som minder om en regional struktur. Klubberne kan rykke op i III Liga eller risikere at rykke ned i Liga Okręgowa.

## IV Liga 2017/18
- IV Liga 2017/18

| Fodbold | Spire Denne artikel om en fodboldturnering er en spire som bør udbygges. Du er velkommen til at hjælpe Wikipedia ved at udvide den. |